# 李應俊
李應俊（韓語：이응준，1890年8月12日—1985年7月8日）、大日本帝国陸軍及大韓民国陸軍軍人。本贯遂安。号“秋研”、“秋汀”（추연、추정），朝鲜創氏改名时日本姓名为香山武俊。曾任中將、第一任陆军参谋总长。抗日武官李甲之子，而他是第9任陆军参谋总长李亨根上将的岳父。参加过朝鲜战争，退役后参政。

## 生平

### 早年
出生于平安南道安州郡。在乡里读过漢学，1906年16岁时移居漢城，接受近代教育。受到同乡日本陸軍士官学校毕业的卢伯麟和父亲李甲的影響，决心成为军人。
在李甲的支援下，李應俊从普成中学和大韓帝国武官学校毕业后，在1909年前往日本留学，入读陸軍中央幼年学校，1914年进入陸軍士官学校（第26期），毕业后授少尉。同期的有栗林忠道、洪思翊、池青天等人。
第二次日韓協約締結，李甲投身独立運動，李應俊也跟随参与。1919年三一独立運動被镇压时，金擎天与池青天一起逃往中国避难。此时李應俊和洪思翊等人则在日军中服役。
俄国十月革命后的次年1918年。日軍在西伯利亚地区对俄国反革命軍进行支援，以阻扰赤化。时任日军中尉的李應俊被派往符拉迪沃斯托克，进行暗探活动。
1920年代，日军侵略中国，李應俊在1925年和1928年两次随军进入奉天，在满洲任职。1936年晋升中佐，日中战争之前任京城医学専門学校和京城药学専門学校的配属将校，学校是为日军军官隶属负责军事教育，进行战争准备。
1937年中日战争爆发，李應俊被派往师团司令部和华北派遣军司令部任职，负责後勤事务和补给线运输业务等，并多次亲自参与战斗。还担任了围剿山東省八路軍的指揮官职务。
1941年晋升为大佐，战争扩大以后，日军兵力不足，征兵条件变得困难。李應俊积极支持1943年的征兵制，他举行演讲会，出席并宣传女性志愿兵制度，成为动员参军的积极分子。日本政府在1935年和1939年授予他勲四等瑞宝章和勲三等瑞宝章。

### 独立後
1945年8月15日日本宣布投降后，在咸鏡南道元山港负责輸送業務的李應俊连忙脱离日军，进入汉城。
美軍政廳在汉城继续任用日治时期的朝鲜官员，李應俊也被任命为軍事顧問，与金錫源等人一起参与大韩民国国军的创建。1948年大韓民国政府成立时，担任首任陆军参谋总长。1949年出任第5师少將师长。朝鲜战争時，任水原地区防衛司令官。1952年任陸軍大学校長，在任期内晋升为中将。
1955年退役后，李應俊曾担任过邮电部长，1967年任韩国反共联盟理事长。1972年獲授反共有功者保国勋章统一奖章，1979年任国政咨询委员，1980年任国防政策諮問委員長、国土統一院顧問等职。1985年去世，遗骸安葬在国立首爾显忠院。

## 死後的评介
2008年，列入民族问题研究所公布的《亲日人名辞典》收录预定者名单中。2007年大韩民国的亲日反民族行为真相查明委员会评选的“亲日反民族行为195人名单军人领域”，他被认定为親日反民族行為者。

## 家属及亲戚关系
- 父亲：李甲（이갑、1877年5月12日-1917年6月13日）。
- 女婿：李亨根（이형근、1920年11月2日至2002年1月13日，第一任大韩民国联合参谋議长。大韩民国军事英语学校1期生。1959年获陆军上将军衔）。
- 儿子：李昌善（이창선、1921年—1996年，日本东京出生。韩国陆军士官学校第2期和高丽大学经济系毕业。1955年获陆军上校军衔）。
- 外孙：李玄（이현、1950年9月7日生、本名李憲。李亨根的次子。江原道春川出生。歌手出身的企业家。기산通信总经理。基督教执事。汉阳大学电气工程系毕业。）
- 外孙媳妇：張順玔（장순천、1963年生、戏剧演员出身。李玄的妻子。基督教권사。汉阳大学戏剧电影系毕业。）